# غاريث شيلدون
غاريث شيلدون (بالإنجليزية: Gareth Sheldon)‏ (31 يناير 1980 ببرمنغهام في المملكة المتحدة - ) هو لاعب كرة قدم بريطاني في مركز الهجوم. شارك مع منتخب إنجلترا لكرة القدم C ‏. أما مع النوادي، فقد لعب مع سكونثورب يونايتد وHalesowen Town F.C. ‏ ونادي هيرفورد ونادي كيدرمينستر هاريرز لكرة القدم ونادي تاموورث ونادي كينغز لين ونادي أثرستون تاون وBardon Hill F.C. ‏ ونادي إكزتر سيتي وBolehall Swifts F.C. ‏.

## وصلات خارجية
- غاريث شيلدون على موقع قاعدة بيانات كرة القدم.إي يو (الإنجليزية)
- غاريث شيلدون على موقع Soccerbase.com (لاعب) (الإنجليزية)
- غاريث شيلدون على موقع Soccerway.com (الإنجليزية)